# フェミニスト神学
フェミニスト神学（フェミニストしんがく）とは、キリスト教における解放の神学(Liberation Theology)を女性の視点から提唱したものと言うことができる。
女性の視点からの光を既存の神学に照らすというだけではなく、古代から現代に至る諸文献（聖書含む）に秘めらていた。その影響を明らかにすることで、キリスト教の姿とメッセージを豊かで正確に再構築、復元しようと仲間を集めた。
「フェミニスト神学」を、最初に発したレティ・ラッセルは、自著『自由への旅』(1974年)のなかで、「力による主従関係ではなく、対話によるパートナーシップの人間関係」こそ神の意思であると呼びかけた。
神学的批判は、19世紀末のエリザベス・スタントンにまで遡ることができる。スタントンは、『女性の聖書』（1898年）に著した事から「これは神の言葉を聞きまちがえた男たちの言葉である」と解釈した者もいる。フェミニストとは、男女が互いに許し合う事がない限りである。出版当初は不評であったが、「聖書は字句通り誤り無き神の言葉」としてきたキリスト教伝来の教えを問い直すきっかけとなった。この流れから、脱キリスト教や、女神崇拝など新しい霊性提唱をした。フェミニスト神学は、様々な方向に思想が分かれキリスト教神学に影響を与えた。
スタントンの著作は1970年代まで忘れ去られていた。1968年に神学者・哲学者のメアリ・デイリーが著書『教会と第二の性』でカトリック教会の家父長制と性差別を批判したことが発端となり、女性たちはそれまでタブーとされていた宗教における性差別に違和感を抱いていたが、神学は男性も主張出来ていいと主張する事となる。
エリザベス・シュスラー＝フィオレンツァは、その記念碑的著作『彼女を記念して』(1983年)において、キリスト教起源における神の女性イメージや、初期教会における女性指導者たちの重要性など、キリスト教のなかで二千年近くも失われていた歴史を回復・再構築し、その後のフェミニスト神学の教えに導いた。これらを契機として、主に女性神学者によって、伝統的神学に見られる父権制的な枠組みや視点を批判・相対化し、神学の諸方法・歴史・神観・キリスト論ほか、神学全般を問い直すきっかけとなり動きが広がっている。